# Zakubanski
Zakubanski - Закубанский (rus) - és un khútor del krai de Krasnodar, a Rússia. Es troba al delta del riu Kuban i a la península de Taman, a 8 km al sud de Temriük i a 124 km a l'oest de Krasnodar, la capital.
Pertany al municipi d'Strelka